# 팟투시
팟투시(아랍어: سحاوق)는 레반트의 빵 샐러드이다. 오래된 아랍빵 등 납작빵을 굽거나 지진 뒤 채소, 허브와 섞어 낸다.

## 같이 보기
- 다코스
- 판차넬라